# Чиди, Ловиния Сильвия
Ловиния Сильвия Чиди (нем. Lovinia Sylvia Chidi; род. в 1971 году) — нигерийская и немецкая шахматистка.

## Биография
Ловиния Сильвия Чиди родилась в Германии, провела своё детство в Нигерии, а затем училась в Англии, где она работала в области информационных технологий. Она является самоизданным поэтом и автором.
В первой половине 1990-х годов Ловиния Сильвия Чиди была одной из ведущих нигерийских шахматисток. В 1991 году в Суботице она участвовала в межзональном турнире по шахматам, в котором заняла 35-е место. Представляла сборную Нигерии на шахматных олимпиадах, в которых участвовала два раза (1990—1992).

## Изменения рейтинга
| Графики недоступны из-за технических проблем. См. информацию на Фабрикаторе и на mediawiki.org. |